# Lymantria nebulosa
Lymantria nebulosa är en fjärilsart som beskrevs av Alfred Ernest Wileman 1910. Lymantria nebulosa ingår i släktet Lymantria och familjen tofsspinnare. Inga underarter finns listade i Catalogue of Life.